# Sh2-85
Sh2-85 est une petite région H II visible dans la constellation de la Lyre.
Elle est située dans la partie sud de la constellation, à la frontière avec le Petit Renard. Elle est extrêmement faible et difficile à révéler, même sur des photos à longue exposition. La période la plus propice à son observation dans le ciel du soir se situe entre juin et novembre. Sa déclinaison, modérément boréale, permet de l'observer plus facilement depuis les régions situées au nord de l'équateur.
C'est une région H II très faible située sur le bras d'Orion, à une distance d'environ 400 pc (∼1 300 al) du système solaire, en correspondance avec les grands bancs de poussière sombre qui masquent la Voie lactée en direction du Petit Renard, même si cette nébuleuse est à une latitude galactique beaucoup plus élevée. Elle reçoit le rayonnement ionisant de HD 177347, une étoile bleu-blanc de classe spectrale B8 ayant une magnitude apparente de 6,99.